# コメロン
コメロン（KOMELON、朝: 코메론）は、韓国の工具メーカー。
コンベックス（巻き尺）を主力製品とし、全世界のコンベックス販売量3位を誇る。

## 概要・沿革
1963年、韓国・釜山に韓国エンパイア工業社として設立。1978年、コメロン（KOMELON）を商標登録。「KO」は韓国（Korea）、「ME」は計測（measure）、「LON」は繊維製品を意味する接尾辞を意味する。1990年には社名もコメロンに変更した。2001年にKOSDAQに上場。
韓国の本社のほか、現地法人がアメリカ、中国、フランス（欧州法人）にあり、韓国、中国、ベトナムに工場を構える。
日本においては、1990年にコンベックスの海外メーカーとしては初めて日本工業規格（JIS）を取得した。
かつてシンプルな配色の工具が多かった中、黄色を取り入れたデザインで差別化を図り、黄色、黒、灰色の3色使用をコーポレートカラーとする。コンベックスが主力製品だが、鋸やカッターナイフなどの製造も行っている。